# Samuel Vetch
 (janvier 2022).
La mise en forme du texte ne suit pas les recommandations de Wikipédia : il faut le « wikifier ».
Les points d'amélioration suivants sont les cas les plus fréquents. Le détail des points à revoir est peut-être précisé sur la page de discussion.
- Les titres sont pré-formatés par le logiciel. Ils ne sont ni en capitales, ni en gras.
- Le texte ne doit pas être écrit en capitales (les noms de famille non plus), ni en gras, ni en italique, ni en « petit »…
- Le gras n'est utilisé que pour surligner le titre de l'article dans l'introduction, une seule fois.
- L'italique est rarement utilisé : mots en langue étrangère, titres d'œuvres, noms de bateaux, etc.
- Les citations ne sont pas en italique mais en corps de texte normal. Elles sont entourées par des guillemets français : « et ».
- Les listes à puces sont à éviter, des paragraphes rédigés étant largement préférés. Les tableaux sont à réserver à la présentation de données structurées (résultats, etc.).
- Les appels de note de bas de page (petits chiffres en exposant, introduits par l'outil «  Source ») sont à placer entre la fin de phrase et le point final[comme ça].
- Les liens internes (vers d'autres articles de Wikipédia) sont à choisir avec parcimonie. Créez des liens vers des articles approfondissant le sujet. Les termes génériques sans rapport avec le sujet sont à éviter, ainsi que les répétitions de liens vers un même terme.
- Les liens externes sont à placer uniquement dans une section « Liens externes », à la fin de l'article. Ces liens sont à choisir avec parcimonie suivant les règles définies. Si un lien sert de source à l'article, son insertion dans le texte est à faire par les notes de bas de page.
- La présentation des références doit suivre les conventions bibliographiques. Il est recommandé d'utiliser les modèles {{Ouvrage}}, {{Chapitre}}, {{Article}}, {{Lien web}} et/ou {{Bibliographie}}. Le mode d'édition visuel peut mettre en forme automatiquement les références.
- Insérer une infobox (cadre d'informations à droite) n'est pas obligatoire pour parachever la mise en page.

Pour une aide détaillée, merci de consulter Aide:Wikification.
Si vous pensez que ces points ont été résolus, vous pouvez retirer ce bandeau et améliorer la mise en forme d'un autre article.
Samuel Vetch (né le 9 décembre 1668 à Édimbourg et mort le 30 avril 1732) est un soldat écossais et un gouverneur colonial de la Nouvelle-Écosse. Il est l'une des figures de proue du Projet Darién, une tentative écossaise ratée de colonisation de l'isthme de Panama à la fin des années 1690. Pendant la guerre de Succession d'Espagne, il est l'un des premiers partisans de l'idée de conquête de la Nouvelle-France par la Grande-Bretagne, proposant en 1708 de la conquérir et de déporter les habitants de l'Acadie. Il est le grand-père de Samuel Bayard.

## Biographie

### Jeunesse
Samuel Vetch nait à Édimbourg, en Écosse, le 9 décembre 1668, et est baptisé dans l'Église d'Écosse le jour suivant. Son père, William Vetch, est un pasteur presbytérien politiquement actif. Lui et sa femme Marion Fairley ont eu plusieurs enfants, dont Samuel est le deuxième. William Vetch est arrêté lors de l'épisode du complot papiste à la fin des années 1670, puis relâché. La famille hébergea le duc d'Argyll, qui était recherché pour son refus de prêter les serments prescrits par le Test Act, et William Vetch est impliqué dans la conspiration écossaise contribuant à la rébellion de Monmouth. Lorsque celle-ci échoue, William Vetch se cache et finit par s'enfuir aux Provinces-Unies, où il est rejoint en 1683 par ses deux fils aînés, William Jr. et Samuel. Les garçons étudient le ministère à Utrecht, mais aucun d'eux ne souhaite poursuivre cette carrière. Tous deux deviennent des partisans de Guillaume d'Orange, et Samuel fait probablement partie d'un régiment de partisans écossais lors de la Glorieuse Révolution de 1688 qui amène Guillaume III et Marie II au pouvoir en Angleterre.

### Carrière
Il est ensuite nommé cornette dans le Royal Regiment of Scots Dragoons, "bien que très jeune", à l'âge de 20 ans. Le régiment est renvoyé aux Pays-Bas, où il participe à la Guerre de Neuf Ans. Vetch est blessé à Steinkirk et participe à la bataille de Landen. À la fin de la guerre, il est promu capitaine.

#### Entreprises coloniales
En 1698, Vetch et son frère William se joignent à une tentative écossaise dirigée par William Paterson d'établir une colonie sur l'isthme de Panama. Le "plan Darien" échoue en raison de luttes politiques intestines dans la colonie, de maladies, d'un manque de soutien et de l'hostilité espagnole. Vetch est élu au conseil colonial et est l'un des survivants (beaucoup des 1 200 colons envoyés en Amérique centrale, dont William Vetch, ont succombé à la maladie) à se rendre à New York en août 1699.
Vetch noue des liens avec la puissante famille Livingston, épousant Margaret, la fille de Robert Livingston. Avec les Livingston, Vetch établit alors un commerce très rentable mais illégal avec la Nouvelle-France, et finit par s'installer à Boston, capitale de la province de la baie du Massachusetts. Bien qu'il ait réduit ses activités commerciales lorsque la Deuxième guerre intercoloniale commence en 1702, il a une nouvelle occasion de faire du commerce lorsque le gouverneur du Massachusetts, Joseph Dudley, l'envoye en mission diplomatique à Québec en 1705 dans le cadre d'une ambassade visant à récupérer les prisonniers capturés lors d'un raid mené en 1704 à Deerfield, au Massachusetts. L'ambassade est un succès et Dudley permet à Vetch de faire un voyage de commerce en Nouvelle-France en 1705. Il est repéré à son retour, et le tollé oblige Dudley à le faire juger et condamner en 1706 pour commerce avec l'ennemi. Il s'est ensuite rendu en Angleterre pour faire appel de sa condamnation et pour faire pression en faveur d'une action militaire contre la Nouvelle-France.
Grâce à sa connaissance de la Nouvelle-France, Vetch propose à la reine Anne la conquête de toute la Nouvelle-France. Ses propositions comprenaient la déportation du peuple acadien vers les Antilles afin que la Nouvelle-Écosse puisse être peuplée de colons protestants. Avec l'appui d'alliés politiques et de gouverneurs coloniaux sympathisants, la reine donne à Vetch une commission militaire et lui promet un poste de gouverneur et un soutien militaire pour la campagne de 1709. Avec Francis Nicholson, Vetch se rend à Boston en 1709 pour lever la milice coloniale et les fournitures. Cependant, la force militaire promise n'arrivera jamais (elle est détournée vers le théâtre européen de la guerre de Succession d'Espagne), et l'effort s'effondre. Nicholson retourne immédiatement à Londres et obtient une nouvelle promesse de soutien pour 1710.

#### Gouverneur de la Nouvelle-Écosse
L'expédition de 1710 réussit à capturer la capitale acadienne de Port-Royal, mais la campagne environnante n'est pas pacifiée. Vetch est nommé premier gouverneur de la Nouvelle-Écosse, et la ville est rebaptisée Annapolis Royal en l'honneur de la reine. La garnison qui reste sur place manque cruellement d'effectifs et Vetch finance au moins une partie de ses dépenses, bien qu'il ait obtenu une aide officielle du Massachusetts. Cependant, certains de ses subordonnés se plaignent qu'il gère très mal les affaires de la colonie. Nicholson a profité de ces plaintes pour se faire nommer gouverneur à la place de Vetch en 1713.

### Des années plus tard
Vetch retourne alors en Angleterre pour récupérer sa réputation et ses fonds perdus. Avec l'accession au trône de George Ier, il réussit et est nommé de nouveau gouverneur en 1715. Cependant, il ne retourne jamais en Amérique du Nord, car il est appelé à donner des conseils sur des questions de commerce et de politique nord-américaine. Il est officiellement remplacé en tant que gouverneur en 1717 par Richard Philipps, et passe les dernières années de sa vie à tenter en vain de récupérer ses dépenses et d'obtenir d'autres postes coloniaux.